# Letňany metróállomás
Letňany egy metróállomás Prágában a prágai C metró vonalán.

## Szomszédos állomások
A metróállomáshoz az alábbi állomások vannak a legközelebb:
- Prosek (Háje)

## Átszállási kapcsolatok
| C (Letňany ↔ Háje) |                                                                                            |                         |
| Állomás            | Átszállási kapcsolatok                                                                     | Fontosabb létesítmények |
| Letňany            | 110, 136, 140, 158, 159, 182, 185, 195, 201, 209, 302, 351, 375, 376, 377, 378, 413 58 P+R | Letňany repülőtér       |